# Minna Wagner
Minna Planer, nacida Christine Wilhelmina Planer (Oederan, cerca de Chemnitz, Sajonia, 5 de septiembre de 1809 - Dresde, 25 de enero de 1866), fue una actriz alemana, primera esposa del compositor Richard Wagner.

## Biografía
Su familia se mudó a Dresde y a los quince años dio a luz a su hija Natalie, producto de una relación con el capitán Ernst Rudolf von Einsiedel. Durante toda su vida, Minna dijo que Natalie era su hermana menor.
En 1833 la actriz Minna Planer conoció en Bad Lauchstadt a Richard Wagner, que meses después fue nombrado director de la orquesta en Magdeburgo. En 1836 contrajeron matrimonio, año en que él   estrenó la ópera La prohibición de amar (Das Liebesverbot). Se mudaron a Königsberg, donde ella actuaba y él era director de orquesta, pero el teatro quebró.
Wagner y Minna huyeron a Dresde. Ella trabajaba como actriz, pero los celos de Wagner acabaron con su carrera. Un año después se establecieron en Riga, pero nuevamente apremiados por los acreedores, la pareja huyó a Terranova a bordo de un velero que zarpó del Báltico hacia Boulogne Sur Mer, donde conocieron a Giacomo Meyerbeer. En la huida Minna perdió su embarazo y ya no volverió a tener hijos.
Minna soportó las infidelidades de su marido, el último con Mathilde Wesendonck, que acabó provocando el divorcio. En una carta a una amiga escribió «¿El ser un genio le da derecho a ser un bastardo?» („Hat ein genialer Mann das Recht auch ein Schuft zu sein?“).
Se cree que era adicta al láudano, razón por la cual murió de una embolia en 1866 en Dresde. Richard Wagner, que se encontraba en Marsella en ese momento, no asistió al funeral; ya estaba involucrado desde 1865 con Cósima Liszt, con quien se casó en 1870.

## En la ficción
En la película Magic Fire (1955), el papel de Minna fue interpretado por la actriz canadiense Yvonne De Carlo.